# N2T (航空機)
N2T チューター （TUTOR）は第二次世界大戦時にアメリカ海軍で少数使用されたティム社製の初等練習機である。機体外皮をプラスチック製とする、当時としては非常に珍しい構造を持っていた。

## 概要
ティム社はロサンゼルスに本拠地を持つ、バルティーやロッキードの部品の下請け生産を行っていた小会社だったが、独自にプラスチック合板構造の研究を行っていた。その成果をふまえて、特殊プラスチック合板（「エアロモールド」と称した）製の機体を持つ自主開発機S-160-Kを1940年に試作し、陸軍と海軍でテストを行った。この機体に興味を示した海軍は、エンジンをより強力なものに換装した機体をN2T-1として採用することにした。この決定の裏には、戦争の拡大による金属資源の不足に対応したいという海軍の思惑があった。
N2Tは構造、外皮とも基本的には特殊プラスチック製で尾翼部分のみ桁が木製、胴体はセミモノコック構造の低翼単葉機だった。金属製の部分はエンジン、脚など全体の1割程度しかなかった。この特殊プラスチックは、通常の合板と比較して、耐水、耐油、耐火性に優れているという利点があった。エンジンはコンチネンタルR-670-4を搭載した。
初歩練習機の性能としては可もなく不可もなくという感じではあったが、新素材のため製作が手間取ったこととティム社自体の生産能力の限界から生産機数は少なく、262機で生産は終了した。生産された機体は1943年から部隊に配属され、終戦時まで使用された。

## スペック
- 全幅: 10.97 m
- 全長: 7.57 m
- 全高: 3.28 m
- 全備重量: 1,236 kg
- エンジン: コンチネンタルR-670-4 空冷7気筒エンジン 出力220 hp
- 最大速度: 231 km/h
- 航続距離: 644 km
- 乗員: 2名